# جوليا هارجريفز
جوليا هارجريفز (بالإنجليزية: Julia Hargreaves)‏ هي فارسة ‏ أسترالية، ولدت في 8 أبريل 1986 في هونغ كونغ في الصين.

## وصلات خارجية
- عصام أيت محمد على موقع الاتحاد الدولي للفروسية (الإنجليزية)
- عصام أيت محمد على موقع FEI (رابط بديل) (الإنجليزية)
- عصام أيت محمد على موقع أوليمبيديا (الإنجليزية)
- عصام أيت محمد على موقع اللجنة الأولمبية الأسترالية (الإنجليزية)